# بحران مهاجرتی اروپا (فنلاند)
بحران مهاجرتی اروپا در فنلاند (انگلیسی: European migrant crisis) به بحران وسیع‌تر مهاجرتی در سال ۲۰۱۵ اروپا مربوط است. بر اساس یک گزارش روز ۱۳ سپتامبر ۲۰۱۵ میلادی، مقامات محلی تخمین زده‌اند که روزانه ۳۰۰ پناه‌جو از طریق مرز زمینی شمالی از سوئد به تورنیو وارد می‌شوند. این مسیر اصلی ورود مهاجران به فنلاند است. آمار کل پناهجویانی که در این سال گزارش شده‌اند، بیش از ۲٫۶ برابر آمار کل سال قبل از آن است.

## آمار پناهجویان
طی اکتبر سال ۲۰۱۵ میلادی، ۷۰۵۸ پناه‌جوی جدید وارد فنلاند شدند. در نیمه اکتبر سال ۲۰۱۵ میلادی آمار پناهجویانی که وارد فنلاند شدند به ۲۷۰۰۰ رسید. این آمار فنلاند را در رتبه چهارم تعداد پناه‌جویان وارد شده به یک کشورها در کل اروپا قرار داد.
در اواخر نوامبر، این آمار به بالای ۳۰۰۰۰ تن رسید که نسبت به سال قبل از آن، نزدیک به ۱۰ برابر افزایش داشت. در ماه سپتامبر، اداره مهاجرت فنلاند تخمین زد که پروسه ثبت‌نام یک پناه‌جو به‌صورت نرمال ممکن است از ۶ ماه تا دو سال طول بکشد. در اواخر نوامبر، مراکز پذیرش گزارش کردند که امکانات آن‌ها به‌سرعت رو به اتمام است و مقامات مجبورند به بازسازی کانتینرهای حمل‌ونقل و چادر متوسل شوند تا برای پناه‌جویان جدید سرپناه تهیه کنند.
وزیر کشور، پتری اورپو (Petteri Orpo) تخمین زد که از هر سه پناه‌جو، دو نفر با انگیزه زندگی با استانداردهای بالاتر به فنلاند می‌آیند. در نوامبر، دبیر دائمی وزارت کشور گفت که حدوداً ۶۰–۶۵ درصد از ثبت‌نام‌های اخیر برای پناهجویی رد خواهد شد. بیش از ۶۰ درصد از پناهجویانی که در ۲۰۱۵ وارد شده‌اند عراقی بودند. در اواخر اکتبر، اداره مهاجرت فنلاند شاخص‌هایش دربارهٔ اینکه کدام مناطق در عراق توسط مقامات فنلاند امن شناخته می‌شوند را تغییر داد و تحقیق و بررسی وضعیت پناه‌جویان عراقی را ازنظر امنیتی بالاتر برد.
در اواخر نوامبر، گزارش شد که بیش از ۷۰۰ عراقی داوطلبانه درخواست پناهجویی خود را که در سپتامبر و اکتبر درخواست کرده بودند، منتفی ساختند. بر اساس گفته مقامات اداره مهاجرت فنلاند، برخی از این پناه‌جویان عراقی فرضیات اشتباهی دربارهٔ «سیاست‌های پناهجویی این کشور» داشته‌اند.

## کنترل مرزها
بر اساس یک گزارش تاریخ ۲۲ نوامبر ۲۰۱۵ فنلاند در یک طرح پیشنهادی از روسیه درخواست کرد که رد شدن با دوچرخه از برخی مرزهای زمینی را ممنوع کند.در ۲۷ دسامبر ۲۰۱۵، گزارش شد که فنلاند در دو محل عبور مرز با روسیه (راجا-ژوسپی و سالا) عبور با دوچرخه را برای افراد بست. گزارش شده بود که پیش از آن بسیاری از پناه‌جویان با دوچرخه از مرز عبور کرده بودند.
روز ۳ دسامبر، وزیر کشور، پترسی اورپو اعلام کرد که مراکز ویژه بازگشت تشکیل خواهد شد. در این مراکز، پناهجویانی استقرار خواهند یافت که درخواست پناهجویی‌شان رد شده‌است. درحالی‌که او تأکید داشت که این کمپ‌ها زندان نخواهند بود، اما توضیح داد که این مراکز تحت نظارت سخت‌گیرانه‌ای خواهند بود.
بر اساس یک گزارش در ۴ دسامبر ۲۰۱۵، فنلاند قبل از زمان موعود یکی از محل‌های بازرسی مرزی خود در مرز فنلاند - روسیه در شمالی‌ترین مرز فنلاند را بست. بر اساس گزارش رسانه‌های روسی به دلیل این بسته شدن، پناه‌جویان نمی‌توانند وارد کشور شوند.
روز ۱۲ دسامبر ۲۰۱۵، وزیر کشور فنلاند پتری اورپو اعلام کرد که اگر مرزهای خارجی اتحادیه اروپا را نمی‌توان بست، پس شنگن، دوبلین و به‌نوعی کل اتحادیه اروپا در معرض تهدید جدی قرار می‌گیرد. او همچنین گفت که فنلاند دو پناه‌جو را به خاطر ۱۱ مورد قتل، بازداشت و تحت تعقیب قانونی قرار داده‌است. بر اساس گفته اورپو، به خاطر شکست پروژه ثبت‌نام پناه‌جویان در مرزهای خارجی، آن‌ها می‌توانند تمام مسیر را عبور کنند و از طریق شمال سوئد خود را به فنلاند برسانند. او گفت که کنترل مرزی در بندرها، فرودگاه‌ها و نقاط عبور مرز زمینی با سوئد بهتر شده‌است.
بر اساس یک گزارش روز ۲ ژانویه ۲۰۱۶ فنلاند دستوری را صادر کرد که کشتی فین‌لاینز که از آلمان به فنلاند عبور می‌کند، سوار شدن پناه‌جویان بدون ویزا را رد کند. سازمان‌های غیردولتی آلمان به این تصمیم انتقاد کردند به همین دلیل روشن نیست که این تصمیم اکنون چگونه اجرا خواهد شد؟ به‌خصوص که ویزای مستقیم از آلمان به فنلاند وجود ندارد. روز ۲۳ ژانویه ۲۰۱۶ وزیر خارجه فنلاند تیمو سوینی نتیجه گرفت که «بستن مرز شرقی امکان‌پذیر است». او گفت که اگر پناهجویی نیازی به حفاظت ندارد، پول آن‌ها گرفته و خودشان نیز استرداد خواهند شد. از آنجا که فنلاند درگیر نزول اقتصادی و افزایش بیکاری بود، او گفت که بودجه نیروهای پلیس، کنترل مرزی و حفاظت از مردم «باید سازمان داده شود».
روز ۲۳ فوریه مطبوعات فنلاند گزارش کردند که با افزایش پناه‌جویان هندی و بنگلادشی، نمودار اصلیت ملی پناه‌جویان تغییر کرده‌است بر این اساس، در سومین گروه بزرگ پناه‌جویان بعد از افغانی‌ها و عراقی‌ها، هندی‌ها قرار می‌گیرند و سوری‌ها رتبه چهارم و بنگلادشی‌ها پنجم هستند.